# Ardabil

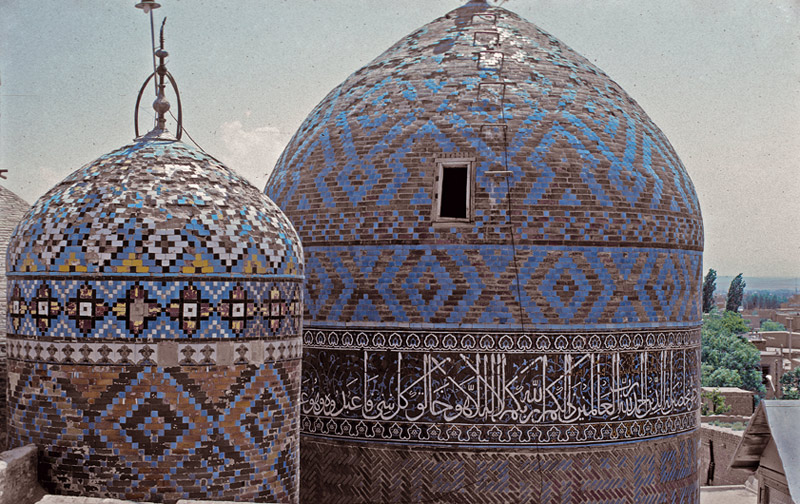
Il mausoleo di Safi al-Din Ardabili

Ardabil o anche Ardebil e, anticamente, Artavil, (pers. اردبیل) è il nome di un'antica città dell'Azerbaigian persiano. Oggi è il capoluogo della Provincia di Ardabil, nell'Iran nord-occidentale. Artavil è un termine avestico, legato al culto zoroastriano, che significa "luogo sacro".
Si trova a un'altitudine di 1350 m s.l.m., a est del monte Sabalan (4811 m), e 70 km a ovest del mar Caspio. Aveva nel 2016 564 374 abitanti, per la maggior parte azeri. Ardabil è sede del santuario e della tomba dello sceicco Safi-ad-din Ardabili, eponimo della dinastia Safavide.
Lo Scià safavide Ismāʿīl I, nato ad Ardabil, avviò da qui la sua conquista dell'Iran, proclamando come capitale del suo nuovo regno Tabriz nel 1501.
Ardabil rimase comunque una città importante, sia politicamente sia economicamente, fino all'età contemporanea. Durante le frequenti guerre ottomano-persiane, essendo vicina ai confini dei due Imperi in lotta, fu spesso saccheggiata dagli Ottomani tra il 1514 e il 1722, come pure nel 1915, nel corso della prima guerra mondiale, quando l'Impero ottomano invase il confinante Iran.